# 貫源左衛門
貫 源左衛門（ぬき げんざえもん）は、江戸時代の武士。毛利氏の家臣で長州藩士。父は貫吉真。

## 生涯
寛永13年（1636年）、毛利氏家臣・貫吉真の子として生まれる。承応3年（1654年）に父・吉真が死去したため家督を継ぎ、毛利綱広と吉就の二代に仕えた。
元禄4年（1691年）8月16日に56歳で死去。後を子の貫貞俊（半左衛門）が継いだ。